# 瀬田貞二
瀬田 貞二（せた ていじ、1916年4月26日 - 1979年8月21日）は、日本の児童文学作家・翻訳家・児童文学研究者。

## 来歴・人物
東京市本郷区（現：東京都文京区）湯島切通坂町にて父・瀬田金之助と母・余寧の息子として生まれる。1939年、俳人中村草田男に師事。本郷尋常小学校、開成中学校、東京高等学校を経て、1941年、東京帝国大学国文科卒業。同1941年、東京府立第三中学校（のちの、都立両国高校）の夜間部の教諭となる。
1942年、千葉県立国府台陸軍病院の衛生兵となる。1945年の終戦後、東京府立第三中学校に復職し、同年の秋、結婚。
戦後、東京府立第三中学校夜間部教師のかたわら、余寧金之助の筆名で児童文学作品を雑誌に寄稿。1947年、東京府立第三中学校を退職。1949年、平凡社に入社し『児童百科事典』全24巻の企画編集に携わり、1956年完成。
1957年に平凡社を退職し、以降、児童文学の分野で翻訳・評論・創作などを手がけ、業績を残した。
J・R・R・トールキン『指輪物語』の翻訳が有名である。その他、日本の民話の再話もあり、『かさじぞう』『ふるやのもり』などはロングセラーである。
1957年、「なんきょくへいったしろ」（こどものとも1956年8月号 福音館書店）で産経児童出版文化賞を受賞、ついで1963年「あふりかのたいこ」で、1966年「ホビットの冒険」の訳で、1967年「ナルニア国ものがたり」の訳で同賞受賞。1975年、『指輪物語』の翻訳等で日本翻訳文化賞、1977年、児童福祉文化賞奨励賞受賞、1979年、『きょうはなんのひ?』で絵本にっぽん賞、1982年、『落穂ひろい』で日本児童文学学会賞、日本児童文学者協会賞特別賞、毎日出版文化賞特別賞受賞。
1946年から中村草田男主宰「萬緑」の初代編集長となり、俳句も作った。児童文学やファンタジーに題をとった句も多い。
1958年に家庭文庫「かつら文庫」をはじめた石井桃子の声掛けで、かつら文庫の翌年の1959年に自宅に瀬田文庫を開き、10年以上、死の直前まで毎週土曜日の午後に自宅を開放していた。
1979年8月21日午前2時、肝硬変により大宮日赤病院にて急逝。63歳没。通夜・葬儀は浦和の自宅で行われた。

## 作品
- 『あふりかのたいこ』（福音館書店） 1962
- 『かさじぞう』（福音館書店） 1966
- 『ねずみじょうど』（福音館書店） 1967
- 『三びきのこぶた』（福音館書店） 1967
- 『ふるやのもり』（福音館書店） 1969
- 『おんちょろちょろ』（福音館書店） 1970
- 『わらしべ長者』（岩波書店） 1972
- 『お父さんのラッパばなし』（堀内誠一画、福音館書店） 1977
- 『きょうはなんのひ?』（福音館書店） 1979

## 評論・講演録
- 『航路をひらいた人々』（さ・え・ら書房） 1967
- 『英米児童文学史』（猪熊葉子,神宮輝夫共著、研究社出版） 1971
- 『十二人の絵本作家たち』（すばる書房） 1976
- 『幼い子の文学』（中公新書） 1980　 ISBN 4-12-100563-5
- 『落穂ひろい 日本の子どもの文化をめぐる人びと』（福音館書店） 1982　 ISBN 4-8340-3019-9
- 『絵本論 瀬田貞二子どもの本評論集』（福音館書店） 1985　 ISBN 4-8340-0411-2
- 『子どもの本評論集　児童文学論』（福音館書店） 2009　 ISBN 978-4-8340-3940-5

## 訳書
- 『オタバリの少年探偵たち』（セシル・デイ・ルイス、岩波少年文庫） 1957
- 『夜来たる者』（エリック・アンブラー、早川書房、世界探偵小説全集） 1958
- 『ウル』（ウーリー、大塚勇三共訳、みすず書房、人間と文明の発見シリーズ） 1958
- 『白いタカ』（エリオット・アーノルド、岩波少年文庫） 1958
- 『チムとゆうかんなせんちょうさん』（エドワード・アーディゾーニ、福音館書店） 1963
- 『かぎのない箱』（ジェイムズ・C・ボウマン,マージェリイ・ビアンコ、岩波書店） 1963
- 『ポルコさまちえばなし スペインのたのしいお話』（R・ディヴィス、岩波書店） 1964
- 『児童文学論』（リリアン・H・スミス、石井桃子・渡辺茂男共訳、岩波書店） 1964
- 『あおい目のこねこ』（エゴン・マチーセン、福音館書店） 1965
- 『三びきのやぎのがらがらどん』（マーシャ・ブラウン、福音館書店）1965
- 『ナルニア国ものがたり』全7巻（C・S・ルイス、岩波書店） 1966、のち改版 2005、他に岩波少年文庫
- 『おだんごぱん - ロシア民話』（福音館書店） 1966　 ISBN 4-8340-0057-5
- 『人形の家』（ルーマー・ゴッデン、岩波書店） 1967、のち岩波少年文庫
- 『おおかみと七ひきのこやぎ』（福音館書店） 1967
- 『まぼろしの子どもたち』（ルーシー・M・ボストン、学習研究社） 1968
- 『ダーウィンの世界一周』（ミリセント・E・セルサム、福音館書店） 1968
- 『白いシカ』（ケート・セレディ、岩波書店） 1968
- 『町にきたヘラジカ』（フィル・ストング、学習研究社） 1969
- 『名馬キャリコ』（バージニア・リー・バートン、岩波書店） 1969
- 『神々のたそがれ』（ロジャ=L・グリーン、学習研究社） 1971
- 『となりのうまとおとこのこ』（チャールズ・キーピング、らくだ出版デザイン） 1971
- 『バラライカねずみのトラブロフ』（ジョン・バーニンガム、ほるぷ出版） 1976
- 『よあけ』（ユリー・シュルヴィッツ、福音館書店） 1977
- 『へいわなへらじか』（マイケル・フォアマン、評論社） 1977
- 『そりぬすみ大さくせん』（マイケル・フォアマン、評論社） 1977
- 『ひよこのかずはかぞえるな』（イングリとエドガー・パーリン・ドーレア、福音館書店） 1978
- 『チムともだちをたすける』（エドワード・アーディゾーニ、福音館書店） 1979
- 『ちび三郎と魔女 トルコむかしばなし』（バーバラ・ウォーカー、評論社） 1979
- 『あおいやまいぬ』（マーシャ・ブラウン、佑学社） 1979
- 『おやすみなさいおつきさま』（マーガレット・ワイズ・ブラウン、評論社） 1979
- 『どうぶつえんをぬけだしたラクダ』（パスカル・アラモン、評論社） 1980

### J・R・R・トールキン作品
- 『ホビットの冒険』（トールキン、岩波書店） 1965、のち岩波少年文庫
- 『指輪物語』（J・R・R・トールキン、評論社） 1972 - 1976、のち文庫
- 『サンタ・クロースからの手紙 』（J・R・R・トールキン、評論社） 1979

### ルドウィッヒ・ベーメルマンス作品
- 『げんきなマドレーヌ』（ルドウィッヒ・ベーメルマンス、福音館書店、マドレーヌシリーズ） 1972 　ISBN 4-8340-0362-0
- 『マドレーヌといたずらっこ』（ベーメルマンス、福音館書店、マドレーヌシリーズ） 1973
- 『マドレーヌといぬ』（ベーメルマンス、福音館書店、マドレーヌシリーズ） 1973
- 『マドレーヌとジプシー』（ベーメルマンス、福音館書店、マドレーヌシリーズ） 1973

### マージョリー・フラック作品
- 『アンガスとあひる』（マージョリー・フラック、福音館書店） 1974
- 『アンガスとねこ』（マージョリー・フラック、福音館書店） 1974
- 『まいごのアンガス』（マージョリー・フラック、福音館書店） 1974

### ウィリアム・スタイグ作品
- 『ロバのシルベスターとまほうのこいし』（ウィリアム・スタイグ、評論社） 1975
- 『ぶたのめいかしゅローランド』（ウィリアム・スタイグ、評論社） 1975
- 『ばしゃでおつかいに』（ウィリアム・スタイグ、評論社） 1976
- 『ねずみとくじら』（ウィリアム・スタイグ、評論社） 1976
- 『ものいうほね』（ウィリアム・スタイグ、評論社） 1978